# 阿旺嘉措
阿旺嘉措（藏語：ངག་དབང་རྒྱ་མཚོ་，威利转写：ngag dbang rgya mtsho，1894年—1968年12月6日），男，藏族，四川甘孜人，藏传佛教格鲁派喇嘛，原色拉寺杰扎仓堪布，后曾任中国佛教协会副会长。第一、二、三届全国人大代表，第二届全国政协委员，第四届全国政协常委。

## 生平
阿旺嘉措出生于一贫民家中，1906年在甘孜大金寺出家为僧。1915年赴拉萨深造，1927年获格西学位。1933年，经摄政热振活佛批准，出任色拉寺杰扎仓堪布。达札活佛出任摄政后，他一直率僧众与噶厦政府对抗。1945年他因得知达札有意逮捕他，于是逃离拉萨，于次年抵达国民政府所在的重庆。此后他被国民政府软禁于重庆歌乐山，后又转往成都。
1949年中国人民解放军进入成都后，他受贺龙接见，此后历任康定军事管制委员会副主任、西康藏族自治区筹备委员会主任、西康藏族自治区人民政府副主席、甘孜藏族自治州副州长等职。1963年调往北京，出任中国佛教协会副会长。1968年逝世。